# 孙洪山
孙洪山（1968年1月—），男，汉族，山东莱州人，1990年8月参加工作，1987年12月加入中国共产党，在职研究生学历，法学博士学位，二级大法官。中华人民共和国政治人物。

## 人物经历
早年毕业于中国政法大学法律系法学专业。毕业后分配到黑龙江省森林工业总局，历任司法局科员、副主任科员，政法委副书记、办公室主任。2001年10月，任黑龙江省林区中级人民法院党组书记、院长。2011年10月，任黑龙江省高级人民法院副厅级审判员、执行局局长。2013年1月，任黑龙江省高级人民法院副院长。同年12月，明确为正厅级。2018年2月，任黑龙江省高级人民法院党组副书记、常务副院长（正厅长级）。同年11月，转任山西省高级人民法院党组书记、代院长，次年1月任院长。
2021年6月，任山西省人民政府副省长兼山西省公安厅厅长，成為当时唯一一位由省級高院院長改任省级公安厅厅长的官員。2023年1月，转任江西省人民政府副省长。